# Amalia de Suecia
Amalia María Carlota de Suecia (Estocolmo, 22 de febrero de 1805-Oldemburgo, 31 de agosto de 1853) fue una princesa sueca, hija del rey Gustavo IV Adolfo de Suecia y Federica de Baden.

## Vida
Amalia nació en Estocolmo y se crio bajo la supervisión de la institutriz real Carlota Stierneld. Amalia salió de Suecia con su familia tras la deposición de su padre después del golpe de Estado de 1809 y se crio en el país natal de su madre, Baden. Sus padres se divorciaron poco después.
Estaba interesada en la música y era amiga de Jenny Lind. Vivió unos años en Viena junto a su hermano Gustavo. Ella sufrió de raquitismo y murió soltera y sin hijos en Oldemburgo, fue enterrada ahí en el Mausoleo Ducal del Cementerio de Santa Gertrudis junto a su hermana Cecilia.

## Títulos y tratamientos
Esta tabla aún no está actualizada. Puedes contribuir aportando información sobre títulos y tratamientos de esta persona.